# Jozef Vengloš
Jozef Vengloš (sinh ngày tháng năm 19) là một cựu cầu thủ và huấn luyện viên bóng đá người Slovakia. Ông từng dẫn dắt Đội tuyển bóng đá quốc gia Úc (1967-1969), Tiệp Khắc (1978-1982, 1988-1990), Malaysia (1986-1987), Slovakia (1993-1995), Oman (1996-1997).